# Salomon Gessner
Salomon (sau Solomon) Gessner (n. 1 aprilie 1730 - d. 2 martie 1788) a fost un pictor, grafician și poet elvețian.

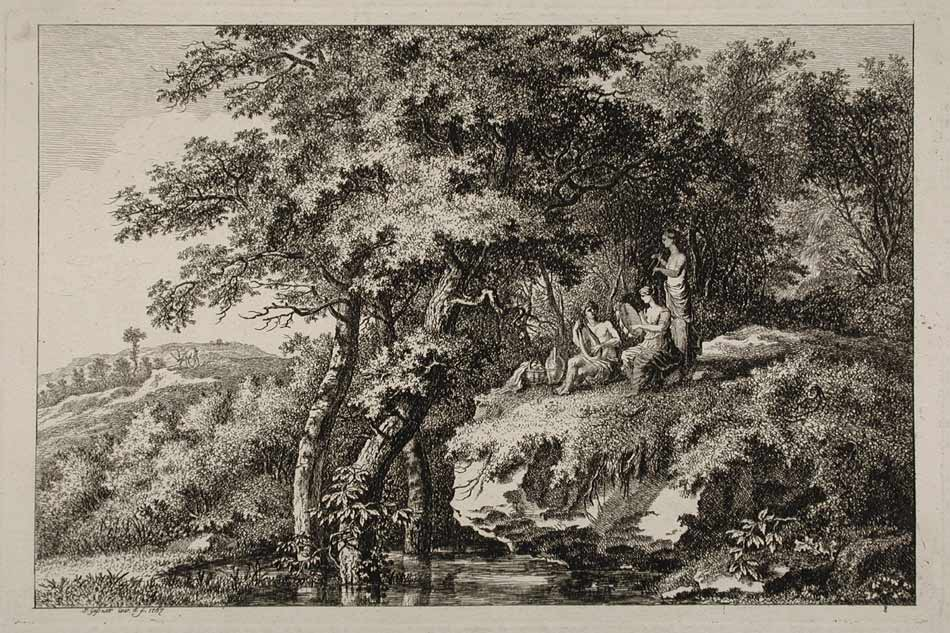
Salomon Gessner, Scenă bucolică

Pentru versurile cu care a debutat, de natură bucolică, a fost denumit "Teocrit" al epocii sale.

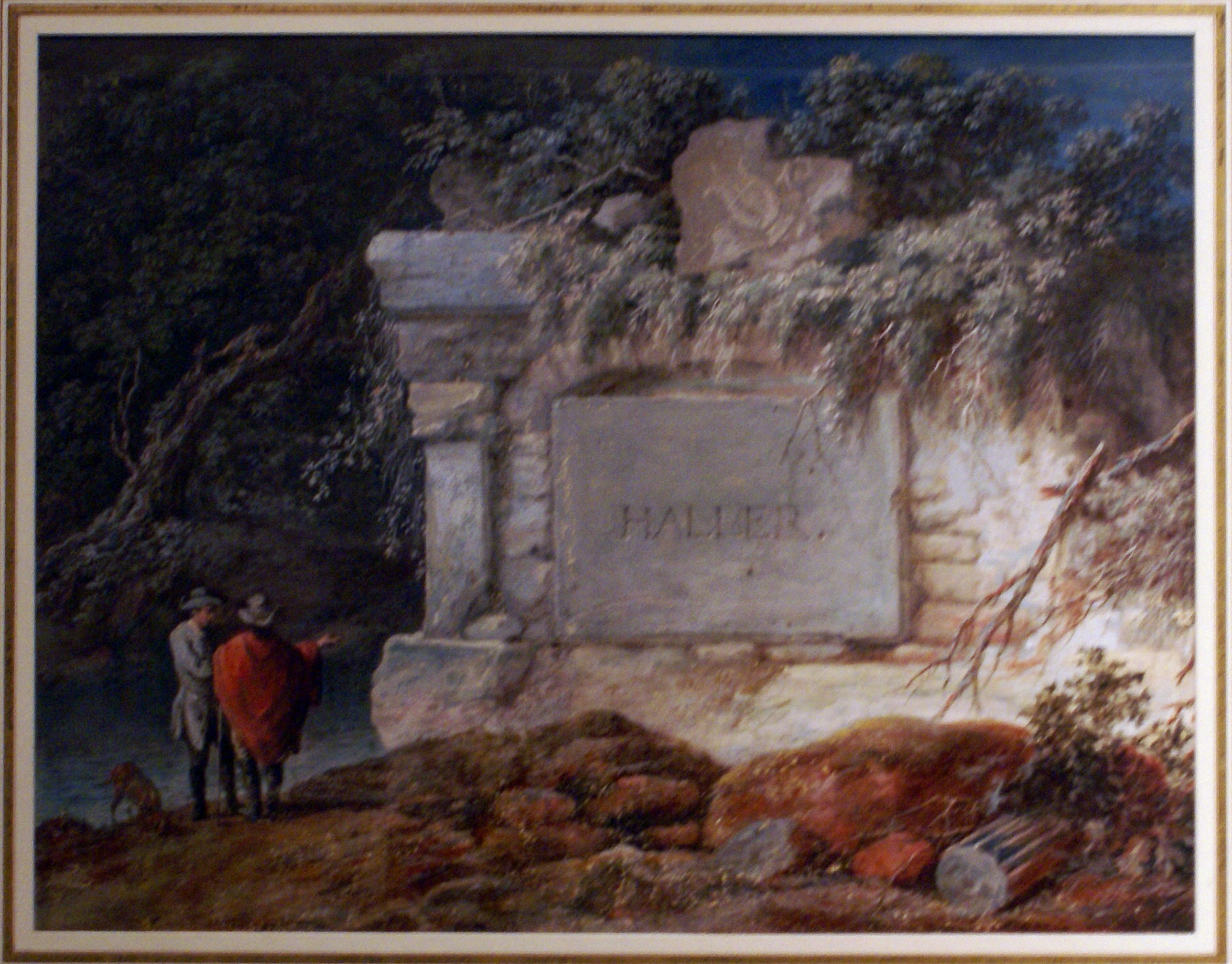
Salomon Gessner, Mormântul imaginar al lui Albrecht von Haller

## Scrieri
- 1754: Daphnis
- 1756: Idile ("Idyllen")
- 1758: Moartea lui Abel ("Der Tod Abels").

Gessner a tradus din literatura Greciei antice.